# Đặng Phương Nam
Đặng Phương Nam (sinh ngày 15 tháng 12 năm 1976) là một cựu cầu thủ bóng đá Việt Nam từng chơi cho Thể Công. Anh đã từng là thành viên của Đội tuyển bóng đá quốc gia Việt Nam từ năm 1996. Anh đã tham gia các kỳ Tiger Cup năm 1996, 2000, 2002 và 2006 mặc dù đội tuyển Việt Nam bị loại từ vòng bảng. Sau khi giải nghệ, Đặng Phương Nam trở thành bình luận viên thể thao và tham gia bình luận nhiều trận đấu thể thao, nhất là bóng đá từ các trận đấu trong hệ thống các giải bóng đá chuyên nghiệp Việt Nam cho tới La Liga - giải đấu số 1 Tây Ban Nha. Ngoài công việc bình luận thể thao trên truyền hình, Đặng Phương Nam còn tham gia công tác huấn luyện và đào tạo bóng đá trẻ.

## Danh hiệu
- Siêu cúp bóng đá Việt Nam: Vô địch 1999
- Giải bóng đá vô địch quốc gia Việt Nam: 1998
- Tiger Cup: Hạng ba 2002, 2007
- Giải bóng đá hạng nhất quốc gia: 2007
- Vua phá lưới Giải Hạng nhất Quốc gia: 2006

### Bàn thắng quốc tế
| #  | Ngày                 | Địa điểm                                                   | Đối thủ     | Bàn thắng | Kết quả | Giải đấu                         |
| -- | -------------------- | ---------------------------------------------------------- | ----------- | --------- | ------- | -------------------------------- |
| 1. | 7 tháng 8 năm 1996   | Sân vận động Thống Nhất, Thành phố Hồ Chí Minh, Việt Nam   | Guam        | 2–0       | 9–0     | Vòng loại Asian Cup 1996         |
| 2. | 7 tháng 8 năm 1996   | Sân vận động Thống Nhất, Thành phố Hồ Chí Minh, Việt Nam   | Guam        | 4–0       | 9–0     | Vòng loại Asian Cup 1996         |
| 3. | 7 tháng 8 năm 1996   | Sân vận động Thống Nhất, Thành phố Hồ Chí Minh, Việt Nam   | Guam        | 9–0       | 9–0     | Vòng loại Asian Cup 1996         |
| 4. | 3 tháng 8 năm 1999   | Khu liên hợp thể thao Berakas, Bandar Seri Begawan, Brunei | Myanmar     | 2–0       | 2–0     | Đại hội Thể thao Đông Nam Á 1999 |
| 5. | 8 tháng 8 năm 1999   | Khu liên hợp thể thao Berakas, Bandar Seri Begawan, Brunei | Philippines | 1–0       | 2–0     | Đại hội Thể thao Đông Nam Á 1999 |
| 6. | 8 tháng 8 năm 1999   | Khu liên hợp thể thao Berakas, Bandar Seri Begawan, Brunei | Philippines | 2–0       | 2–0     | Đại hội Thể thao Đông Nam Á 1999 |
| 7. | 23 tháng 1 năm 2000  | Sân vận động Thống Nhất, Thành phố Hồ Chí Minh, Việt Nam   | Guam        | 8–0       | 11–0    | Vòng loại Asian Cup 2000         |
| 8. | 23 tháng 12 năm 2002 | Sân vận động Lebak Bulus, Jakarta, Indonesia               | Myanmar     | 2–1       | 4–2     | AFF Cup 2002                     |
| 9. | 23 tháng 12 năm 2002 | Sân vận động Lebak Bulus, Jakarta, Indonesia               | Myanmar     | 3–1       | 4–2     | AFF Cup 2002                     |

## Gia đình
Cha của Đặng Phương Nam là cựu danh thủ Đặng Gia Mẫn, chơi ở vị trí tiền đạo trái cho đội bóng Công nghiệp Hà Nam Ninh và vô địch quốc gia năm 1985.
Em trai của Đặng Phương Nam là Đặng Thanh Phương, cũng là một cựu cầu thủ chơi ở vị trí tiền vệ cánh phải cho Thể Công và Đội tuyển bóng đá U-23 quốc gia Việt Nam giành huy chương bạc tại SEA Games 2003.